# Alemanes del Báltico
Los alemanes del Báltico (en alemán: Deutsch-Balten o Baltendeutsche) eran alemanes étnicos de la costa oriental del mar Báltico, territorios que hoy conforman los países de Estonia y Letonia. Formaron la élite comercial, política y cultural de esa región por varios siglos, e incluso varios de ellos tuvieron altos cargos en la vida militar y civil del Imperio ruso, especialmente en San Petersburgo.

## Asentamiento, desarrollo y apogeo
En los siglos XII y XIII, justo antes de las cruzadas bálticas, comenzaron a llegar daneses a los territorios bálticos, seguidos casi exclusivamente por alemanes, tanto colonos (véase Ostsiedlung) como cruzados. Después de las cruzadas bálticas en la región de Livonia y tras la victoria final de los cruzados sobre los pueblos bálticos, no solo empezó un programa acelerado de cristianización para los pueblos nativos, sino que además los cruzados alemanes y los colonos germanos que les habían seguido tomaron rápidamente el control de todas las administraciones en la región. 
Este dominio de los colonos alemanes se extendió a las áreas política, económica (Riga y Tallin integradas en la Liga Hanseática), educativa (como la Universidad de Tartu) y cultural de todas estas regiones durante más de 700 años, hasta 1918, a pesar de haber sido los alemanes étnicos un grupo minoritario que alcanzaba solo el 10% de la población total de la región báltica a fines de la Edad Media. 

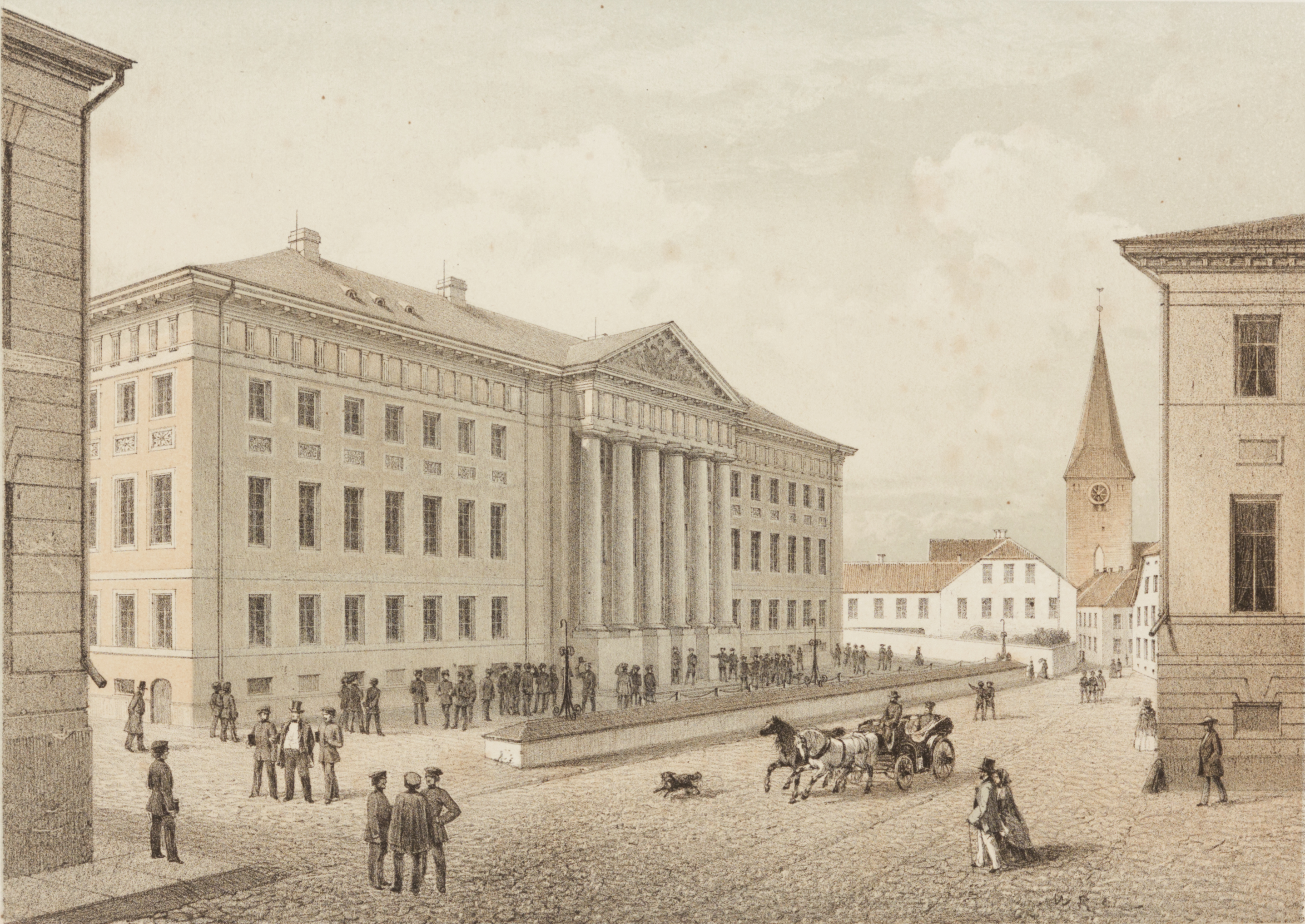
Universidad de Tartu, de habla alemana, en 1860.

La mayoría de los núcleos urbanos fueron colonizados por comerciantes alemanes, pero los cruzados alemanes y sus descendientes pronto formaron grandes fincas rurales, constituyendo un verdadero sistema feudal análogo al del resto de Europa, en donde la aristocracia terrateniente de origen alemán dominaba la vida política y económica, mientras que los nativos de origen estonio y letón se mantenían como siervos, comerciantes o pequeños artesanos en las zonas urbanas. 
En las áreas rurales, la abrumadora mayoría de los estonios y letones vivían como campesinos subordinados a la aristocracia alemana, aunque existían terratenientes nativos de menor riqueza. Ejemplos de esta situación de predominio alemán son el castillo de los cruzados de Kokenhusen en Livonia y el Schloss Doblen (ruinoso en el siglo XIX, cuando se construyó  una nueva Casa de campo, la Villa Todleben) y la mansión de Postenden, ambos en Curlandia. Con el declive del latín tras la Reforma protestante de inicios del siglo XVI, el alemán rápidamente pasó a ser la lengua oficial de todos los documentos oficiales, el comercio y los asuntos de gobierno en los territorios estonios y letones por cientos de años, hasta 1919. 

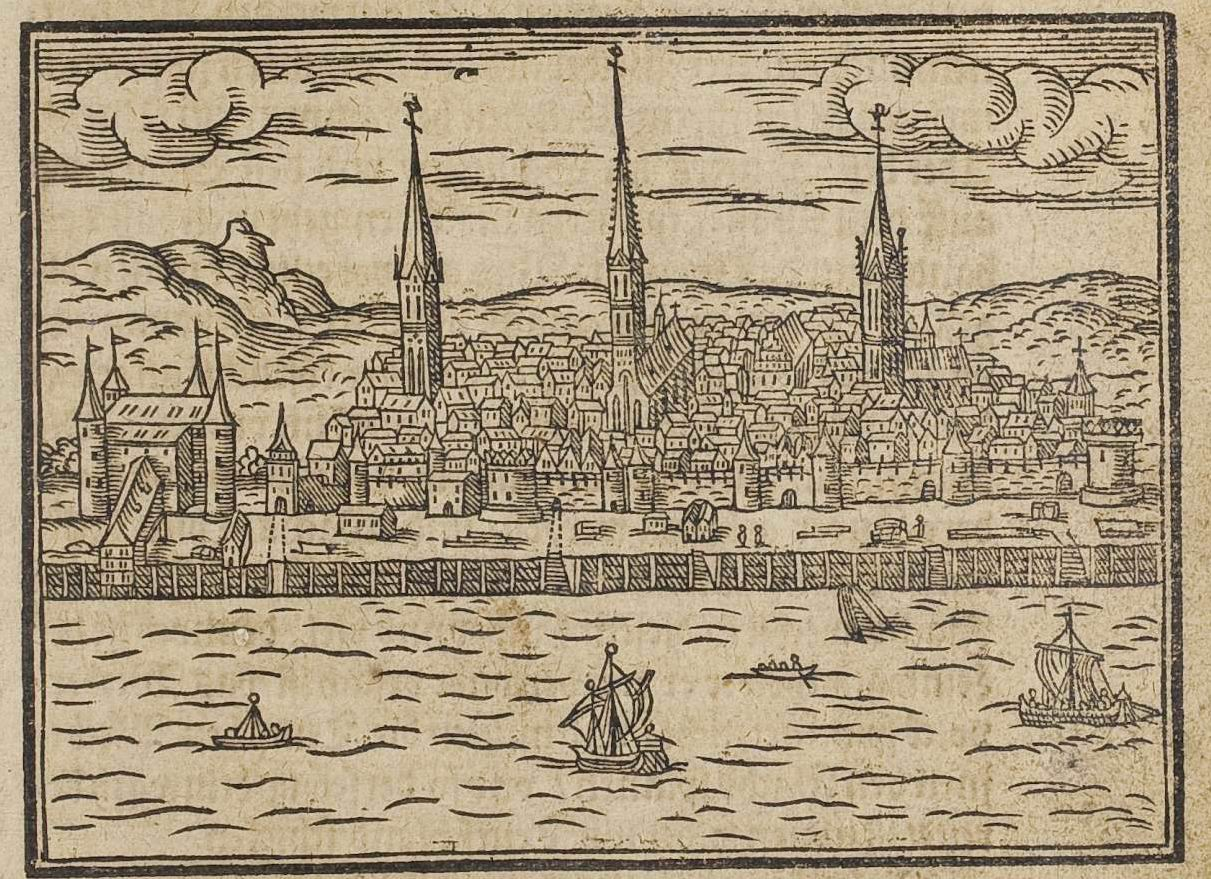
Vista de Riga, en un grabado alemán del.

Bandera de los alemanes del Báltico, hoy colores de la ciudad de Riga.

A pesar de estar políticamente subordinados al Imperio sueco desde 1530 hasta 1710, y a los zares del Imperio ruso desde 1711 hasta 1917, ambos gobiernos sucesivos garantizaron a los alemanes del Báltico los privilegios de clase y los derechos especiales de administración cuando incorporaron las provincias bálticas a sus respectivos imperios. Inclusive durante los años de la Rusia zarista, los alemanes bálticos de origen aristocrático destacaron como militares, marinos y funcionarios al servicio del régimen imperial, asimilándose a la alta burocracia gubernativa mediante títulos nobiliarios rusos mientras conservaban su identidad cultural. 
Los estonios y letones del Báltico, que siempre constituyeron la mayoría de la población, tenían derechos y privilegios restringidos y residían especialmente en las zonas rurales como siervos, comerciantes o como sirvientes en hogares urbanos, mientras que la minoría alemana residía principalmente en las ciudades. Como ejemplo se puede citar que en la ciudad letona de Riga, el 46,7% de su población en 1867 eran alemanes étnicos. La existencia de una gran masa de estonios y letones en el campo, subordinada a una aristocracia alemana basada en las ciudades, estaba en consonancia con el régimen social del Imperio ruso, y duró hasta bien entrado el siglo XIX, cuando la abolición de la servidumbre en Rusia trajo más derechos y libertades políticas a estonios y letones, con el consiguiente resurgimiento de su nacionalismo. 
El fin de la servidumbre en 1863 causó una migración de letones y estonios a los centros urbanos, logrando en poco tiempo mayor poder económico e influencia social suficiente para desafiar la primacía de la aristocracia alemana, que mantenía un predominio social desproporcionado con su número de miembros: en 1881, se calculaba que vivían aproximadamente 46.700 alemanes étnicos en toda la provincia rusa de Estonia (solo el 5,3% de la población). El censo oficial del Imperio ruso de 1897 determinó que vivían 120.191 alemanes étnicos en Letonia, formando el 6,2% de la población, que constituían la élite política y cultural de esas regiones.
La autonomía cultural de los alemanes étnicos fue reducida y cuestionada a partir de 1881 por la política de rusificación impulsada por el zar Alejandro III, por la cual se impuso la educación exclusiva en ruso para todos los niveles y el empleo obligatorio de dicho idioma por toda la administración y burocracia del Imperio, sin importar cuál fuera la lengua nativa de la población administrada. Si bien estonios y letones se vieron perjudicados culturalmente con dichas políticas, los alemanes bálticos las recibieron con mayor rechazo, pues hasta 1881 disfrutaban de un régimen que les permitía usar el idioma alemán como idioma oficial de facto de las provincias bálticas. Pese a esto, la rusificación oficial no perjudicó el poder e influencia que ejercían los alemanes del Báltico en la política y la economía del Imperio ruso, ni su dominio social en Estonia y Letonia. De todos modos, el estallido de la Primera Guerra Mundial en 1914 causó nuevos problemas a los alemanes de Rusia en general, al ser sospechosos de deslealtad o poco patriotismo para enfrentarse al Imperio alemán; no obstante la gran mayoría de los alemanes bálticos, amparados en su posición social, evitaron persecuciones activas del régimen zarista. 
La influencia social y económica de los alemanes bálticos llegó a su fin con la desaparición del Imperio ruso (debido a la revolución rusa de 1917), y la independencia de Estonia y Letonia en 1918 y 1919, cuyos gobiernos republicanos eliminaron todo trato preferencial hacia la minoría étnica alemana, además de abolir los privilegios de la aristocracia y repartir las fincas de los terratenientes alemanes fugados entre pequeños propietarios letones o estonios. Después de 1920, la mayoría de los alemanes del Báltico se vieron obligados a emigrar hacia Alemania, que les resultaba prácticamente un país casi tan extraño a ellos como cualquier otro, excepto por el idioma que hablaban, mientras que otros decidieron quedarse como ciudadanos comunes en los nuevos países independientes recién formados. 
En las jóvenes repúblicas de Estonia y Letonia, los alemanes étnicos pudieron reconstruir su vida cultural con relativa facilidad, pero su número total se había reducido mucho desde el censo de 1897: antes de la Segunda Guerra Mundial los alemanes de Estonia sumaban apenas el 1,6% de la población, mientras que en Letonia constituían solo el 3,3%. Asimismo, su poder e influencia política en ambos países había casi desaparecido al ser sustituidos por nuevas élites nativas.

## Emigración y desaparición
Tras el golpe de Estado de 1934 en Letonia y la posterior política de letonización seguida por el régimen del presidente Kārlis Ulmanis, la influencia política y económica de los alemanes étnicos letones se extinguió por completo, dando fuerza a la opción de emigrar a Alemania. La historia y presencia de los alemanes en el Báltico llegó a un final abrupto a finales de 1939, tras la firma del Pacto Ribbentrop-Mólotov y la posterior transferencia de población nazi-soviética. El Tercer Reich ofreció a los alemanes del Báltico residentes en Estonia, Letonia y Lituania una repatriación masiva para colonizar con ellos las áreas que Alemania había conquistado con la invasión del oeste de Polonia, en las regiones de Bialystok y Suwalki (rebautizadas colectivamente como Wartheland por los nazis).
Después de que la URSS invadiera los países bálticos en junio de 1940, los alemanes aún residentes allí aceleraron su emigración hacia Alemania cuando se les ofreció de nuevo esta posibilidad en enero de 1941, aprovechando los acuerdos de transferencia de población entre Alemania y la URSS, según los cuales las autoridades soviéticas permitirían libremente que los civiles alemanes emigrasen (opción prohibida a estonios, letones y lituanos). No obstante, esta vez los alemanes del Báltico fueron recibidos con sospecha por el régimen nazi tras haber rechazado la primera oferta de emigración propuesta por Hitler en noviembre de 1939.

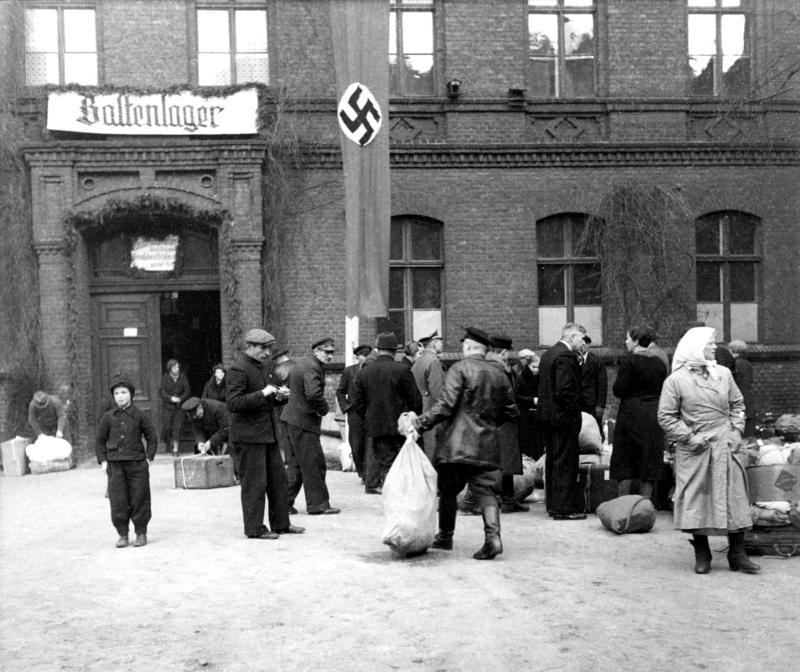
Baltenlager, campo para alemanes bálticos refugiados bajo protección nazi en Poznan, 1940. Fuente: Bundesarchiv

Cuando Alemania lanzó la Operación Barbarroja contra la URSS en junio de 1941, los alemanes aún residentes en Estonia y Letonia, ahora bajo control soviético, fueron arrestados y deportados mayormente a Siberia como "extranjeros enemigos" y corrieron la misma suerte que los demás alemanes de Rusia. Muchos de los alemanes del Báltico "repatriados" por los nazis a fines de 1939 e inicios de 1941 fueron repentinamente enviados de vuelta a los territorios bálticos a inicios de 1942, como parte del proyecto dirigido por el Tercer Reich para la colonización por alemanes de las zonas ocupadas de la Unión Soviética. Esta "repoblación" no duró mucho debido a las ofensivas del Ejército Rojo, y a mediados de 1944 los alemanes bálticos retornados al Este por los nazis debieron ser evacuados caóticamente hacia el Oeste para dirigirse definitivamente a Alemania, abandonando para siempre su lugar de origen. 
La reanexión soviética de los países bálticos tras la Segunda Guerra Mundial determinó que las autoridades de la URSS eliminaran cualquier rastro cultural y humano de la antigua presencia alemana en Estonia y Letonia: los bienes de los alemanes bálticos fueron confiscados por el Estado soviético, monumentos construidos por alemanes fueron destruidos deliberadamente por las autoridades soviéticas o se permitió intencionadamente su deterioro. Inclusive placas e inscripciones en idioma alemán fueron también suprimidas de sitios públicos, los libros y textos impresos en alemán fueron asimismo destruidos masivamente, e igualmente se prohibió el uso de la lengua alemana. Los textos académicos y documentos públicos fueron purgados por la censura soviética para suprimir menciones de la influencia de los alemanes del Báltico en la historia y cultura de Estonia y Letonia.
Gran parte de los descendientes actuales de alemanes del Báltico se asentaron mayormente en la Alemania Occidental tras la Segunda Guerra Mundial, aunque otros emigraron nuevamente; a la fecha estos descendientes se pueden encontrar en diversos sitios del mundo, y los mayores grupos están en Alemania y Canadá. Asimismo, muchos alemanes del Báltico emigraron hacia América del Sur, donde se establecieron principalmente en Argentina y Brasil.

## Legado
No fue hasta 1991, con la independencia de los Estados bálticos, que los gobiernos de estos reconocieron oficialmente la presencia humana y cultural de los alemanes étnicos en sus países, así como su influencia histórica. Simultáneamente, las asociaciones de alemanes del Báltico y sus descendientes renunciaban formalmente a toda reclamación contra los nuevos Estados por los bienes perdidos durante el dominio de la URSS; desde entonces se ha logrado la restauración de edificios y monumentos de los alemanes bálticos en Estonia, Letonia y Lituania.